# Dendrocryphaea cuspidata
Dendrocryphaea cuspidata är en bladmossart som beskrevs av Brotherus in Skottsberg 1924. Dendrocryphaea cuspidata ingår i släktet Dendrocryphaea och familjen Cryphaeaceae. Inga underarter finns listade i Catalogue of Life.